# Исаев, Алексей Степанович
Алексе́й Степа́нович Иса́ев (1924—1997) — советский работник строительной отрасли в нефтяной промышленности, машинист экскаватора, Герой Социалистического Труда.

## Биография
Родился 19 мая 1924 года в селе Старая Письмянка Лениногорского района Татарской АССР. После окончания семилетки работал в родном селе, помогая отцу на колхозной пасеке.
Участник Великой Отечественной войны — в армию был призван в 1942 году и после школы младших командиров был направлен на фронт. Воевал сержантом в составе авиационного полка, был участником Курской битвы. В ходе войны получил ранение, вылечившись в тбилисском госпитале, вернулся на фронт.
С войны демобилизовался в 1950 году, вернувшись на родину. Затем, окончив курсы экскаваторщиков, поступил на работу в Бугульминское СУ-32 треста «Строймеханизация». Здесь прошла вся трудовая жизнь Алексея Степановича. Бригада, в которой работал Исаев, рыла траншеи для прокладки трубопроводов как для централизованного сбора нефти со скважин, так и для закачки воды в высвобожденные пласты. Досрочно выполнил личные социалистические обязательства и плановые задания Восьмой пятилетки (1966—1970). 30 марта 1971 года Указом Президиума Верховного Совета СССР удостоен звания Героя Социалистического Труда «за выдающиеся заслуги в выполнении заданий пятилетнего плана и достижение высоких технико-экономических показателей» с вручением ордена Ленина и золотой медали Серп и Молот.
Также ударно трудился и в последующие две пятилетки, получив орден Октябрьской Революции.
А. С. Исаев занимался и общественной деятельностью, избирался депутатом Верховного Совета Татарской АССР двух созывов и Бугульминского городского Совета народных депутатов. Был членом КПСС и делегатом XXVI съезда КПСС. После выхода на пенсию отдыхал.
Умер в 1997 году.

## Награды
- В 1971 году А. С. Исаеву было присвоено звание Героя Социалистического Труда с вручением ордена Ленина.
- Был награждён орденами Красной Звезды и Отечественной войны 2-й степени, а также медалями.